# ボクらを見る目
『ボクらを見る目』（ボクらをみるめ、When They See Us）は、2019年のドラマ・リミテッドテレビシリーズ。原案・監督・脚本はエイヴァ・デュヴァーネイ。出演はジャレル・ジェローム、アサンティ・ブラック、カリール・ハリス、イーサン・エリセ、マークィス・ロドリゲス、マーシャ・ステファニー・ブレイク、カイリー・バンバリー、アーンジャニュー・エリス、ヴェラ・ファーミガ、フェリシティ・ハフマン、ジョン・レグイザモ、ニーシー・ナッシュ、マイケル・ケネス・ウィリアムズら。
1989年4月19日に発生したセントラル・パークにおけるジョガー性的暴行事件において、冤罪で起訴された5人の少年と彼らの家族たちを描いている。
本作は2019年5月31日の配信以降、世界的に絶賛されており、特に役者陣の演技が高い評価を受けた。第71回プライムタイム・エミー賞では、リミテッドシリーズ部門の作品賞、監督賞（デュヴァーネイ）、主演男優賞（ジェローム）、主演女優賞（エリス、ナッシュ）、助演男優賞（ブラック、レグイザモ、ウィリアムズ）、助演女優賞（ブレイク、ファーミガ）、脚本賞（「パート4」デュヴァーネイ、スターバリー）を含む、計11部門でノミネートされ、ジェロームが主演男優賞を受賞した。
2019年6月12日、オプラ・ウィンフリーが題材になった5人、キャスト、製作陣にインタビューをした様子を収録したスペシャル番組『オプラ・ウィンフリーPresents: 今、ボクらを見る目』（Oprah Winfrey Presents When They See Us Now）がNetflixとオプラ・ウィンフリー・ネットワークで配信された。

## 概要
本作は1989年4月19日に発生したセントラル・パークにおけるジョガー性的暴行事件に基づいており、女性の暴行に関わった容疑で逮捕された少年5人と彼らの家族を描いている。シリーズの主役となる5人の有色人種の少年、ケヴィン・リチャードソン(アサンティ・ブラック)、アントロン・マックレイ(カリール・ハリス)、ユセフ・サラーム(イーサン・エリセ)、コーリー・ワイズ(ジャレル・ジェローム)、レイモンド・サンタナ(マークィス・ロドリゲス)は、検察官によって2つのグループに分けられ裁判が行われた。5人は陪審員によってさまざまな罪状で有罪判決を受けた。ケヴィン、アントロン、ユセフ、レイモンドの4人は強姦罪で有罪判決を受け、5人の中で唯一16歳だったコーリーは、成人として複数の罪状で有罪判決を受け、複数の成人刑務所で奉仕した。
2002年、事件の犯人と名乗る男が自白し、DNA証拠や地方検察局による調査で、男の犯行が確認された。男は裁判所に対して5人の有罪判決を棄却するよう要求した。自白が行われるまでに、5人の刑は執行済みで、州は1989年から5人に対するすべての告発を撤回し、性犯罪者登録から抹消した。
2003年、5人は不当な有罪判決を受けたとして、市を相手取り訴訟を起こし、2014年に和解した。

## キャスト
※ 括弧内は日本語吹き替え

### メイン

#### セントラル・パーク・ファイヴ
- ケヴィン・リチャードソン - アサンティ・ブラック（英語版）（葉山翔太）
  - 青年期のケヴィン - ジャスティン・カニンガム
- アントロン・マックレイ - カリール・ハリス（英語版）（星野健一）
  - 青年期のアントロン - ジョヴァン・アデポ（英語版）
- ユセフ・サラーム - イーサン・エリセ（花井千隼）
  - 青年期のユセフ - クリス・チョーク
- コーリー・ワイズ（英語版） - ジャレル・ジェローム（英語版）（下川涼）
- レイモンド・サンタナ・Jr - マークィス・ロドリゲス（藤高智大）
  - 青年期のレイモンド - フレディ・ミヤレス

#### その他
- リンダ・マックレイ - マーシャ・ステファニー・ブレイク（英語版） : アントロンの母親。
- アンジー・リチャードソン - カイリー・バンバリー（英語版） : ケヴィンの姉。
- シャロン・サラーム - アーンジャニュー・エリス : ユセフの母親。
- エリザベス・レデラー - ヴェラ・ファーミガ（日野由利加） : 検事補。5人の犯行の証拠が出ないことに対して疑問を感じる。
- リンダ・フェアスタイン（英語版） - フェリシティ・ハフマン（唐沢潤） : 検事。事件の捜査・起訴の指揮を執る。
- レイモンド・サンタナ・Sr - ジョン・レグイザモ（北沢洋） : レイモンドの父親。
- デローリス・ワイズ - ニーシー・ナッシュ（英語版） : コーリーの母親。
- ボビー・マックレイ - マイケル・ケネス・ウィリアムズ （井川秀栄）: アントロンの父親。

### リカーリング
- エロンブ・ブラス（英語版） - オマール・ドーシー（英語版） : コミュニティ・オーガナイザー及び活動家。5人を擁護するためにメディアに登場する。
- グレース・カフ - スザンヌ・ダグラス（英語版）
- ピーター・リヴェラ - クリストファー・ジャクソン（英語版） : レイモンドの弁護士。
- ミッキー・ジョゼフ - ジョシュア・ジャクソン : アントロンの弁護士。
- ナンシー・ライアン - ファムケ・ヤンセン（深見梨加） : 検事。レデラーの前に、この訴訟に割り当てられていたが、起訴の正当性からフェアスタインと対立し辞退した。後に、5人の判決撤回に協力する。
- ノムサ・ブラス（英語版） - アデペロ・オデュイエ（英語版） : コミュニティ・オーガナイザー及び活動家。夫のエロンブの意志を継ぎ、5人をサポートする。
- リサ - ストーム・リード : コーリーの恋人。
- マイケル・シーハン - ウィリアム・サドラー（楠見尚己）
- ボビー・バーンズ - ブレア・アンダーウッド : ユセフの弁護士。
- ロバート・モーゲンソウ - レン・キャリオー
- コリン・ムーア - チャック・イウジ（英語版） : コーリーの弁護士。
- ゴンザレス刑事 - フランク・パンド（英語版）
- ハワード・ディラー - アラン・グリーンバーグ : ケヴィンの弁護士。
- トリーシャ・メイリ - アレクサンドラ・テンプラー : 事件の被害者。

### ゲスト
- ハワード・ディラー - アラン・グリーンバーグ : ケヴィンの弁護士。
- マーシー・ワイズ - アイシス・キング（英語版） : コーリーのトランスジェンダーの姉。
- ロバーツ - ローガン・マーシャル＝グリーン
- マヌエル・サンタナ - ゲイリー・ペリッツ
- エレナ - ダーシャ・ポランコ : レイモンドの父親の新妻。
- マティアス・レイズ - リース・ノイ（英語版）

## エピソード
| 通算 話数 | タイトル               | 監督                     | 脚本 | 公開日        |
| --- | ---------------------- | ------------------------ | --- | ------------- |
| 1 | "パート1" "Part One"   | エイヴァ・デュヴァーネイ | 脚本: エイヴァ・デュヴァーネイ、ジュリアン・ブリース、ロビン・スウィコード ストーリー: エイヴァ・デュヴァーネイ、ジュリアン・ブリース | 2019年5月31日 |
| 1989年、5人の少年（ケヴィン、アントロン、ユセフ、レイモンド、コーリー）は、夜のセントラル・パークで大勢の少年と遊んでいた。少年達は公園にいた人々に対する悪戯で警察に補導される。同時間に、暴行を受け重傷を負った女性ジョガーが発見され、5人は容疑者として逮捕されてしまう。 |                        |                          | |               |
| 2 | "パート2" "Part Two"   | エイヴァ・デュヴァーネイ | 脚本: エイヴァ・デュヴァーネイ、ジュリアン・ブリース、アッティカ・ロック ストーリー: エイヴァ・デュヴァーネイ、ジュリアン・ブリース   | 2019年5月31日 |
| ニューヨーク市の警察は、弁護士や保護者を付けないまま5人に自白させるように圧力をかけた。残忍なジョガーへの暴行は世間の注目を集め、警察の事件の解決や、検察の裁判で有罪判決を得ることに対する圧力を高めた。そして5人の裁判が開始し、矛盾した時間軸、5人の食い違う供述、極めて不十分な実質的証拠など、5人の犯行を証明する証拠が無いにもかかわらず、陪審員によって5人の有罪判決が下る。 |                        |                          | |               |
| 3 | "パート3" "Part Three" | エイヴァ・デュヴァーネイ | 脚本: エイヴァ・デュヴァーネイ、ロビン・スウィコード ストーリー: エイヴァ・デュヴァーネイ                                             | 2019年5月31日 |
| 出所したケヴィン、アントロン、ユセフ、レイモンドは、外の世界に何とか順応しようと奮闘するが、自分たちに対する世間の冷たい視線を目の当たりにする。 |                        |                          | |               |
| 4 | "パート4" "Part Four"  | エイヴァ・デュヴァーネイ | 脚本: エイヴァ・デュヴァーネイ、マイケル・スターバリー ストーリー: エイヴァ・デュヴァーネイ                                           | 2019年5月31日 |
| 起訴当時、1人だけ16歳だったコーリーは成人刑務所に入れられてしまう。そこでは暴力が横行しており、自分も暴行を受けてしまう。コーリーは自分の身を守るために、自ら独房に入ることを選択する。劣悪な環境から逃れたいコーリーは数々の刑務所を転々とするが、事態はどんどん悪い方向に進んでいく。ようやく比較的安全な刑務所に入所できた矢先の2002年、事件の犯人と名乗る男が自白し、DNAなどの証拠で男の犯行が確認された。5人の有罪判決は取り消され、コーリーは出所した。5人は市に対して訴訟を起こし、2014年に和解した。その後の彼らの生活、結婚、仕事、社会正義的行動などの近況、そして現在5人中4人がニューヨークを離れたことが示され、ドラマは幕を閉じる。 |                        |                          | |               |

### スペシャル番組
| タイトル | 監督             | 公開日        |
| --- | ---------------- | ------------- |
| "オプラ・ウィンフリーPresents: 今、ボクらを見る目" "Oprah Winfrey Presents: When They See Us Now"                                      | マーク・リッチー | 2019年6月12日 |
| オプラ・ウィンフリーが、本作のメインキャスト、製作総指揮、そしてセントラル・パーク・ファイヴにインタビューを行った様子を収録している。 |                  |               |

## 製作

### 企画
2017年7月6日、Netflixはセントラル・パーク・ファイヴを題材とした5つのエピソードからなるミニシリーズの製作を発表した。シリーズは監督と脚本も務めるエイヴァ・デュヴァーネイによって作成され、デュヴァーネイ、ジェフ・スコール、ジョナサン・キング、ジェーン・ローゼンタール、ベリー・ウェルシュ、オプラ・ウィンフリーらが務めた。なお、本作には製作会社としてパーティシパント・メディア、ハーポ・フィルムズ、トライベッカ・プロダクションズが参加している。2018年7月9日、シリーズは4つのエピソードで構成され、撮影をブラッドフォード・ヤングが務め、脚本はロビン・スウィコード、アッティカ・ロック、マイケル・スターバリーらが各エピソードをデュヴァーネイと共同執筆することが発表された。2019年3月1日、デュヴァーネイはタイトルが初期に設定されていた『Central Park Five』から『When They See Us』に変更されて、2019年5月31日にNetflixでの配信が始まることを発表した。デュヴァーネイの発表と同時にティーザーが公開された。

### キャスティング
2018年7月、マイケル・ケネス・ウィリアムズ、ヴェラ・ファーミガ、ジョン・レグイザモ、フェリシティ・ハフマン、ジャレル・ジェローム、ジョヴァン・アデポらがメインキャストとしてキャスティングされた。同年8月3日、ニーシー・ナッシュ、アーンジャニュー・エリス、マーシャ・ステファニー・ブレイク、カイリー・バンバリー、ストーム・リードがキャストに加わった。一週間後、クリス・チョーク、イーサン・エリセ、マークィス・ロドリゲス、カリール・ハリス、フレディ・ミヤレス、ジャスティン・カニンガム、アサンティ・ブラックらが青年期、ティーンエイジャー期の5人を描き分けるためにそれぞれキャスティングされた。その月の末、ジョシュア・ジャクソン、クリストファー・ジャクソン、アデペロ・オデュイエ、オマール・ドーシー、ブレア・アンダーウッド、ファムケ・ヤンセン、ウィリアム・サドラーがキャストに加わった。

### 撮影
主要な撮影は、2018年8月6日にニューヨーク州のニューヨーク市で始まり、ブラッドフォード・ヤングによって撮影が行われた。2018年8月10日、マンハッタンのイーストハーレムエリアのマディソンアベニューで撮影が行われました。マンハッタンのイーストハーレムエリアのマディソン・アベニューでも撮影が行われた。

## 評価

### 批評家からの評価
本作は批評家から絶賛されている。Rotten Tomatoesでは70個の批評家レビューのうち96%が支持評価を下し、平均評価は10点中8.34点となった。サイトの批評家の見解は「エイヴァ・デュヴァーネイは『ボクらを見る目』で手加減をしない。セントラル・パーク・ファイヴが耐え忍んだ悲惨な出来事を整理して描くと同時に、彼らのストーリーに必要な人間性の層を追加しており、本作は視聴者にアメリカで正義を見つけることの意味を再び考えさせる。」となっている。MetacriticのMetascoreは24個の批評家レビューに基づき、加重平均値は100点中87点となった。サイトは本作の評価を「世界的な絶賛」と示している。
バラエティのダニエル・ダダリオは本作を賞賛し、「『ボクらを見る目』は、実際の犯罪がしばしば提供する派手な楽しみの無い物語に視聴者を没入させる。それは功績で、難しい主題にもかかわらずストリーミングサービスに誇りを与えられたことを考えると、スター監督のパワーの価値ある利用である。」と評した。ロジャー・イーバート・ドットコムのオディー・ヘンダーソンは本作に4つ星評価で3つ星半の評価を与え、「『ボクらを見る目』は、非白人の人々への視線を変え、共感と正義感を引き出すために出来る限りのことをする。それは適切な人々を悪者にし、提示された事件に対するあなたの怒りを要求する。」と評した。ハリウッド・リポーターのダニエル・フィエンバーグは本作を推薦し、「『ボクらを見る目』は、重大な法的失敗を記録し、不当に告発された彼らを顔のないメンバーとしてではなく、個人の男性として感覚を回復させる厳格な試みになっている。」と評し、さらにフィエンバーグは主題と内容に対するデュヴァーネイの思慮深いアプローチを称賛し、本作が「典型的な逆境に対する勝利の物語」を避けていると付け加えた。
コライダーのマット・ゴールドバーグは本作に非常に肯定的なレビューを与え、「『ボクらを見る目』の感情的な影響は軽視できない。」と記し、さらにゴールドバーグは、「私は今月の初めに『The Central Park Five』を見ました。それは事件と基本的な事実を理解するいい方法だが、セントラル・パーク・ファイヴの5人にインタビューをしたとはいえ、デュヴァーネイが彼女の職人芸、キャスト陣、ブラッドフォード・ヤングの撮影を使って本作でやったことには近づけない。」と評した。ガーディアンのルーシー・マンガンは本作を称賛し、「体系的な人種差別の影響だけでなく、少年のバックグラウンドを持つ人々に対するあらゆる種類の権利剥奪の影響（彼らが同じ根本原因があると主張することも出来る）を検証する濃く、テンポの速いシリーズ。不十分な弁護士を雇わざるを得なくなるお金の不足と遠くの刑務所に投獄された事により、息子を訪問できない母親。警察署から出し、物事を整理できるようにするために、親が息子に虚偽の告白の署名にサインするように促す脆弱性。あなたの様に見えず、あなたを気に掛けない権威者に直面した時の無力さ。」と評した。
ヴァルチャーのジェン・チェイニーは肯定的なレビューを与え、「『ボクらを見る目』、エイヴァ・デュヴァーネイの繊細に作られたミニシリーズは、少年たちに何が起こったのかをまとめ、彼らを集団で描くときに出てくる人間性を奪っている傾向を取り除き、代わりに、彼らが偽りの自白を強制された時、彼らがそれぞれ個別に対処したことが示す。2002年に有罪判決が無効になったときに、彼らが犯さなかった犯罪のために時間を費やすことを余儀なくされ、最終的には免罪された。」と評した。ロサンゼルス・タイムズのロバート・ロイドは本作を賞賛し、「正義と人種に関する話だけでなく、親と子供についての物語。 ー そして、ニーシー・ナッシュ、ジョン・レグイザモ、アーンジャニュー・エリス、マイケル・ケネス・ウィリアムズら、旧世代の俳優陣の力強い演技が光っている。」と評した。
一方で、ナショナル・レビューのアーモンド・ホワイトは本作を批判し、人種間の緊張と暴力の描写を、『ボーイズ'ン・ザ・フッド』や『ドゥ・ザ・ライト・シング』などの人種差別を描いた作品に比べて好ましくない対照をした。

### 観客からの評価
| エピソード         | 点数 | 評価人数 | 出典   |
| ------------------ | ---- | -------- | ------ |
| パート1 Part One   | 9.1  | 2,882    | [ 25 ] |
| パート2 Part Two   | 9.1  | 2,577    | [ 26 ] |
| パート3 Part Three | 8.5  | 2,319    | [ 27 ] |
| パート4 Part Four  | 9.6  | 3,115    | [ 28 ] |

IMDbでは42,960件のユーザー評価により、平均評価は10点中9点となった。IMDbの「最も評価の高いTVシリーズランキング250」では31位にランクインし、同じNetflix製作シリーズの『ブラックミラー』（42位）、『ストレンジャー・シングス 未知の世界』（51位）、『ナルコス』（55位）、『ハウス・オブ・カード 野望の階段』（62位）を下して、Netflix製作シリーズの中で最も評価の高い作品となった。
Rotten Tomatoesのオーディエンススコアでは177個の観客レビューのうち93%が支持評価を下し、平均評価は5点中4.6点となった。Metacriticのユーザースコアは41個の観客レビューに基づき、加重平均値は10点中8.7点となった。
2019年6月25日、Netflixは、配信から最初の1ヶ月間で2300万人を超えるユーザーが本作を視聴したことを発表した。

### 当事者からの評価
本作でフェリシティ・ハフマンが演じたリンダ・フェアスタインはウォールストリート・ジャーナルの論評で、「『ボクらを見る目』は歪みや虚偽に満ちており、完全に偽造されている。」と本作を批判した。ニューヨーク・タイムズの弁護士になったベストセラー作家は、5人に対するレイプ容疑の免罪に同意したと述べたが、「他の被害者に対する犯罪についての他の容疑は無効にすべきではない」と述べた。

## 受賞
| 年   | 賞                                                     | 部門                                         | 対象 | 結果       | 出典               |
| ---- | ------------------------------------------------------ | -------------------------------------------- | --- | ---------- | ------------------ |
| 2019 | 第35回TCA賞                                            | 今年のプログラム                             | 『ボクらを見る目』 | ノミネート | [ 34 ]             |
| 2019 | 第35回TCA賞                                            | リミテッドシリーズ・テレビ映画・スペシャル賞 | 『ボクらを見る目』 | ノミネート | [ 34 ]             |
| 2019 | 第71回プライムタイム・エミー賞                         | 作品賞 (リミテッドシリーズ部門)              | 『ボクらを見る目』 | ノミネート | [ 35 ] [ 3 ] [ 4 ] |
| 2019 | 第71回プライムタイム・エミー賞                         | 主演男優賞 (リミテッドシリーズ部門)          | ジャレル・ジェローム | 受賞       | [ 35 ] [ 3 ] [ 4 ] |
| 2019 | 第71回プライムタイム・エミー賞                         | 主演女優賞 (リミテッドシリーズ部門)          | アーンジャニュー・エリス | ノミネート | [ 35 ] [ 3 ] [ 4 ] |
| 2019 | 第71回プライムタイム・エミー賞                         | 主演女優賞 (リミテッドシリーズ部門)          | ニーシー・ナッシュ | ノミネート | [ 35 ] [ 3 ] [ 4 ] |
| 2019 | 第71回プライムタイム・エミー賞                         | 助演男優賞 (リミテッドシリーズ部門)          | アサンティ・ブラック | ノミネート | [ 35 ] [ 3 ] [ 4 ] |
| 2019 | 第71回プライムタイム・エミー賞                         | 助演男優賞 (リミテッドシリーズ部門)          | ジョン・レグイザモ | ノミネート | [ 35 ] [ 3 ] [ 4 ] |
| 2019 | 第71回プライムタイム・エミー賞                         | 助演男優賞 (リミテッドシリーズ部門)          | マイケル・ケネス・ウィリアムズ | ノミネート | [ 35 ] [ 3 ] [ 4 ] |
| 2019 | 第71回プライムタイム・エミー賞                         | 助演女優賞 (リミテッドシリーズ部門)          | マーシャ・ステファニー・ブレイク | ノミネート | [ 35 ] [ 3 ] [ 4 ] |
| 2019 | 第71回プライムタイム・エミー賞                         | 助演女優賞 (リミテッドシリーズ部門)          | ヴェラ・ファーミガ | ノミネート | [ 35 ] [ 3 ] [ 4 ] |
| 2019 | 第71回プライムタイム・エミー賞                         | 監督賞 (リミテッドシリーズ部門)              | エイヴァ・デュヴァーネイ | ノミネート | [ 35 ] [ 3 ] [ 4 ] |
| 2019 | 第71回プライムタイム・エミー賞                         | 脚本賞 (リミテッドシリーズ部門)              | エイヴァ・デュヴァーネイ、マイケル・スターバリー（パート4） | ノミネート | [ 35 ] [ 3 ] [ 4 ] |
| 2019 | 第71回プライムタイム・クリエイティヴ・アーツ・エミー賞 | キャスティング賞 (リミテッドシリーズ部門)    | アイシャ・コーリー、ビリー・ホプキンス、アシュリー・イングラム | 受賞       | [ 35 ] [ 3 ] [ 4 ] |
| 2019 | 第71回プライムタイム・クリエイティヴ・アーツ・エミー賞 | 撮影賞 (リミテッドシリーズ部門)              | ブラッドフォード・ヤング（パート1） | ノミネート | [ 35 ] [ 3 ] [ 4 ] |
| 2019 | 第71回プライムタイム・クリエイティヴ・アーツ・エミー賞 | 作曲賞 (リミテッドシリーズ部門)              | クリス・バワーズ（パート2） | ノミネート | [ 35 ] [ 3 ] [ 4 ] |
| 2019 | 第71回プライムタイム・クリエイティヴ・アーツ・エミー賞 | 音響編集賞 (リミテッドシリーズ部門)          | スーアト・エイヤズ、ボッビ・バンクス、ジョン・ベンソン、スーザン・デュデック、ナーマン・ヘインズ、チェイス・キーン、エリオット・コレッツ、ドーン・ランスフォード、ジョン・モナー、ジェシー・ポメロイアリシア・スティーヴソン、ブルース・タニス、マット・ウィルソン（パート4） | ノミネート | [ 35 ] [ 3 ] [ 4 ] |
| 2019 | 第71回プライムタイム・クリエイティヴ・アーツ・エミー賞 | 録音賞 (リミテッドシリーズ部門)              | クリス・カーペンター、ジョー・デアンジェリス、ジャン・マクラフリン（パート4） | ノミネート | [ 35 ] [ 3 ] [ 4 ] |